# Šu-ťing
Šu-ťing, tj. Kniha dokumentů nebo také Kniha historie (čínsky pchin-jinem Shū Jīng, znaky zjednodušené 书经, tradiční 書經) je sbírka nejstarších čínských historických pramenů, politických traktátů a rozprav, výnosů, právních předpisů atp., doplněných výklady a spojovacími texty. Je jednou z pěti knih konfuciánského kánonu a za jejího autora je tradičně považován Konfucius (551–479 př. n. l.),

## Obsah knihy
Šu-ťing je sice sbírkou archivních dokumentů, přesto má také začnou literární cenu, neboť lapidární a mnohdy patetický styl mnohých kapitol má neobyčejnou působivost. Mění se od vypravěčského stylu, kterým jsou popisovány významné historické události, přes přísně vážný styl politických úvah až po vášnivá a vzrušená provolání vojevůdců ke svým vojákům před bitvou. Text knihy je také často doplněn veršovanými vložkami, které integrálně zapadají do celkového kontextu díla.
V knize je možno nalézt prvně formulované stěžejní otázky čínského politického myšlením jako je otázka legitimity moci či vztahu vládce a poddaného. Zejména jde o teorii mandátu nebes, podle které o právu vládnout nerozhoduje vůle duchů předků a božstev, nýbrž lidské kvality, zásluhy a ctnosti.
Podle povahy dokumentů je kniha rozdělována do šesti kategorií:
- kánony tien (čínsky pchin-jinem diǎn, znaky 典),
- rady mo (čínsky pchin-jinem mó, znaky zjednodušené 谟, tradiční 謨),
- přísahy š’ (čínsky pchin-jinem shì, znaky 誓),
- příkazy a poučení sun (čínsky pchin-jinem xùn, znaky zjednodušené 训, tradiční 訓),
- oznámení a pohlášení kao (čínsky pchin-jinem gào, znaky 告),
- dekrety ming (čínsky pchin-jinem mìng, znaky 命).

## Otázky pravosti knihy
O pravosti knihy byl dlouho vedeny spory, kterým napomáhala také existence dvou jejích verzí. Původní redakce, podle tradice Konfuciova, měla mít 100 nebo 120 kapitol obsahujících dokumenty z období dvou tisíc let čínských dějin až do jeho doby. Dnes je jich známo 58 a z nich je 25 považováno za podvrh z 2. století př. n. l.. Roku 213 př. n. l. se totiž první císař sjednocené Číny Čchin Š’-chuang-ti rozhodl utišit kritiku své vlády a zničit záznamy o dějinách. Nechal proto spálit všechny soukromě držené historické knihy v říši včetně všech známých kopií Knihy dokumentů a popravit učence (i s rodinami), kteří se odvážili vystoupit proti jeho autokratické vládě. Tím byly na dlouho dobu zničeny všechny historické záznamy z období před státem Čhin.
Rozhodnutí o pálení knih bylo odvoláno roku 190 př. n. l. a tehdy také začaly práce na znovuobnovení zničených děl (jednak se hledaly dochované exempláře, jednak se texty rekonstruovaly tím, co si učenci pamatovali a tradovali). Kniha dokumentů pak byla částečně obnovena v období dynastie Západní Chan za vlády císaře Wen-tiho (179–157 př. n. l.), kdy učenec Fu Šeng nalezl ve svém domě 29 kapitol knihy. Tento nález přepsal novými znaky a proto dostal název Nový text. Ten je dnes považován za skutečně autentický.
Krátce nato prý objevil Konfuciův potomek v jedenácté generaci Kchung An-kuo při bourání Konfuciova domu další kapitoly knihy, z nichž 16 bylo totožných s nálezem Fu Šengovým. Tyto kapitoly dostaly název Starý text a společně s Novým textem se staly v 6. století součástí konfuciánského kánonu. Existence těchto dvou verzí dlouho vyvolávala otázky o pravosti knihy, zvláště když se zjistilo, že Kchung An-kuovy kapitoly jsou falzum z počátku 4. století. Teprve v polovině dvacátého století, a to díky objevu nápisů na čínských věšteckých kostkách z An-jangu, byla pravost některých částí knihy potvrzena.

## Chronologie dokumentů v knize
Na základě rozboru jazyka a gramatiky se chronologie dokumentů v knize chápe dnes takto:
- Nejstarší část knihy (pět prohlášení) pochází z období Západní Čou (1100-771 př. n. l.)
- Části z tzv. Nového textu, které by podle tradice měly pocházet z přelomu dob Šang a Čou, tj. z doby před rokem 1100 př. n. l., pocházejí ve skutečnosti z období přelomu dob Západní a Východní Čou, tj. t období kolem roku 770 př. n. l.
- Údajně nejstarší kapitoly kladené tradičně do doby mytických vladařů vznikly až po roce 221 př. n. l.
- Kapitoly z tzv. Starého textu vznikly nejpravděpodobněji až na počátku 4. století, přestože obsahují některé autentické fragmenty.